# سامرفورد بوتس
سامرفورد بوتس (به انگلیسی: Somerford Booths) یک روستا و محله مدنی در بریتانیا است که در چشر شرقی واقع شده‌است. سامرفورد بوتس ۱۷۵ نفر جمعیت دارد.